# Sophrosyne hispana
Sophrosyne hispana är en kräftdjursart som beskrevs av Édouard Chevreux 1887. Sophrosyne hispana ingår i släktet Sophrosyne och familjen Uristidae. Inga underarter finns listade i Catalogue of Life.